# Plickenstein
Plickenstein ist ein Burgstall südwestlich des Berges Krudum im Kaiserwald in Tschechien. 

## Geschichte
Plickenstein dürfte sich von einem deutschen Personennamen ableiten. Die Entstehung des Festen Hauses bei dem heute aufgelassenen Dorf Frohnau im Egerland wird in der Zeit der Besiedlung des Gebietes in der Mitte des 13. Jahrhunderts datiert. Die Burg war namensgebender Sitz des Rittergeschlechts Plick von Plickenstein, eines der ältesten Eigentümer von Frohnau. Ritter Konrad Plick errichtete an der Wende des 13. zum 14. Jahrhundert auch die Burg Neudek, nach der sich diese Linie nannte. 1358 erscheint im Achtbuch der Stadt Eger einen "Frenczel Plych von Plykenstein". 1396 steht die Veste im Leuchtenberger Lehenbuch, der Landgrafen von Leuchtenberg. Lehensinhaber war damals Gumpold von Königswarth. Zahlreiche militärische Artefakte legen eine Erstürmung der Burg zu Beginn des 15. Jahrhunderts nahe. Am 19. Mai 1542 erwähnt das Güterverzeichnis Hieronymus Schlick, als Gutsnachfolger der Landgrafen von Leuchtenberg, u. a. "Blickenstein bei Fronaw". Später bezeichnete Plickenstein nur noch einen Flurnamen bzw. eine Waldflur. Von der Burg erhalten blieb lediglich ein Verankerungsloch. 1993 konnten bei archäologischen Ausgrabungen drei Wassergräben und in der Kernburg mehrere Steingebäude nachgewiesen werden. Am 4. Juni 2016 brachte man am Burgfelsen eine Steinplatte mit den Wappen der Plicks an, die als Gründer von Nejdek gelten.